# Jaouad Zairi
Jaouad Zairi - em árabe, جواد الزايري (Taza, 14 de Abril de 1982) - é um futebolista marroquino que atua como meia.

## Carreira
Juntou-se à equipa francesa FC Gueugnon da 2ª liga quando tinha 15 anos. No verão de 2001, assinou contrato até 2008 pela equipa do Sochaux como. Descontente com o tempo que jogava ao serviço do Domenica Bijotat, ele entrou em negociações com o Lyon assim como diversas equipes.

## Seleção
representou a Seleção Marroquina de Futebol nas Olimpíadas de 2000.
Ganhou uma notoriedade particular no campeonato das nações africanas em 2004 quando Marrocos chegou às finais perdendo contra a Tunísia.